# Dubouzetia saxatilis
Dubouzetia saxatilis är en tvåhjärtbladig växtart som beskrevs av A. R. Bean & L. W. Jessup. Dubouzetia saxatilis ingår i släktet Dubouzetia och familjen Elaeocarpaceae. Inga underarter finns listade i Catalogue of Life.